# 第5次吉田内閣
第5次吉田内閣（だいごじよしだないかく）は、吉田茂が第51代内閣総理大臣に任命され、1953年(昭和28年)5月21日から1954年(昭和29年)12月10日まで続いた日本の内閣。
2025年現在、日本で唯一の第5次内閣を組閣した内閣である。

## 内閣の顔ぶれ・人事

### 国務大臣
1953年(昭和28年)5月21日任命。在職日数569日（第1次、2次、3次、4次通算2,616日）。 
| 職名                 | 代 | 画像          | 氏名         | 所属   | 就任日         | 退任日         | 備考                       |
| -------------------- | -- | ------------- | ------------ | ------ | -------------- | -------------- | -------------------------- |
| 内閣総理大臣         | 51 |               | 吉田茂       | 自由党 | 1953年5月21日  | 1954年12月10日 |                            |
| 副総理               | -  |               | 緒方竹虎     | 自由党 | 1953年5月21日  | 1954年12月10日 |                            |
| 法務大臣             | 3  |               | 犬養健       | 自由党 | 1953年5月21日  | 1954年4月2日   | 辞任                       |
| 法務大臣             | 4  |               | 加藤鐐五郎   | 自由党 | 1954年4月2日   | 1954年6月19日  | 国務大臣へ人事異動         |
| 法務大臣             | 5  |               | 小原直       | 民間人 | 1954年6月19日  | 1954年12月10日 | 元司法大臣                 |
| 外務大臣             | 73 |               | 岡崎勝男     | 自由党 | 1953年5月21日  | 1954年12月10日 |                            |
| 大蔵大臣             | 57 |               | 小笠原三九郎 | 自由党 | 1953年5月21日  | 1954年12月10日 |                            |
| 文部大臣             | 70 |               | 大達茂雄     | 自由党 | 1953年5月21日  | 1954年12月10日 | 参議院議員                 |
| 厚生大臣             | 23 |               | 山縣勝見     | 自由党 | 1953年5月21日  | 1954年1月9日   | 参議院議員                 |
| 厚生大臣             | 24 |               | 草葉隆圓     | 自由党 | 1954年1月9日   | 1954年12月10日 | 参議院議員                 |
| 農林大臣             | 18 |               | 内田信也     | 自由党 | 1953年5月21日  | 1953年6月22日  | 辞任                       |
| 農林大臣             | 19 |               | 保利茂       | 自由党 | 1953年6月22日  | 1954年12月10日 |                            |
| 通商産業大臣         | 8  |               | 岡野清豪     | 自由党 | 1953年5月21日  | 1954年1月9日   |                            |
| 通商産業大臣         | 9  |               | 愛知揆一     | 自由党 | 1954年1月9日   | 1954年12月10日 |                            |
| 運輸大臣             | 15 |               | 石井光次郎   | 自由党 | 1953年5月21日  | 1954年12月10日 |                            |
| 郵政大臣             | 5  |               | 塚田十一郎   | 自由党 | 1953年5月21日  | 1954年12月10日 |                            |
| 労働大臣             | 8  |               | 小坂善太郎   | 自由党 | 1953年5月21日  | 1954年12月10日 |                            |
| 建設大臣             | 9  |               | 戸塚九一郎   | 自由党 | 1953年5月21日  | 1954年6月16日  |                            |
| 建設大臣             | 10 |               | 小沢佐重喜   | 自由党 | 1954年6月16日  | 1954年12月10日 |                            |
| 保安庁長官           | 2  |               | 木村篤太郎   | 自由党 | 1953年5月21日  | 1954年7月1日   | 廃止                       |
| 防衛庁長官           | 1  | 1954年7月1日  | 木村篤太郎   | 自由党 | 1954年12月10日 | 参議院議員     |                            |
| 経済審議庁長官       | 6  |               | 岡野清豪     | 自由党 | 1953年5月21日  | 1954年1月9日   | 通産相兼任                 |
| 経済審議庁長官       | 7  |               | 愛知揆一     | 自由党 | 1954年1月9日   | 1954年12月10日 | 通産相兼任                 |
| 行政管理庁長官       | 11 |               | 塚田十一郎   | 自由党 | 1953年5月21日  | 1954年12月10日 | 郵政相兼任                 |
| 自治庁長官           | 3  |               | 塚田十一郎   | 自由党 | 1953年5月21日  | 1954年12月10日 | 郵政相兼任                 |
| 国家公安委員会委員長 | 1  |               | 小坂善太郎   | 自由党 | 1954年7月1日   | 1954年10月1日  | 労相兼任                   |
| 国家公安委員会委員長 | 2  |               | 小原直       | 民間人 | 1954年10月1日  | 1954年12月10日 | 法相兼任                   |
| 北海道開発庁長官     | 6  |               | 戸塚九一郎   | 自由党 | 1953年5月21日  | 1954年1月14日  | 建設相兼任                 |
| 北海道開発庁長官     | 7  |               | 大野伴睦     | 自由党 | 1954年1月14日  | 1954年7月27日  | 党総務会長に転出           |
| 北海道開発庁長官     | 8  |               | 緒方竹虎     | 自由党 | 1954年7月27日  | 1954年12月10日 |                            |
| 国務大臣             | -  |               | 安藤正純     | 自由党 | 1953年5月21日  | 1954年11月24日 | 辞任（自由党離党）         |
| 国務大臣             | -  |               | 大野伴睦     | 自由党 | 1953年5月21日  | 1954年1月14日  | 北海道開発庁長官へ人事異動 |
| 国務大臣             | -  |               | 大野木秀次郎 | 自由党 | 1953年5月21日  | 1954年12月10日 | 参議院議員                 |
| 国務大臣             | -  |               | 加藤鐐五郎   | 自由党 | 1954年1月9日   | 1954年4月2日   | 法務大臣へ人事異動         |
| 国務大臣             | -  | 1954年6月19日 | 加藤鐐五郎   | 自由党 | 1954年12月10日 |                |                            |
| 国務大臣             | -  |               | 福永健司     | 自由党 | 1954年9月24日  | 1954年12月10日 |                            |
| 内閣官房長官         | 10 | 1953年5月21日 | 福永健司     | 自由党 | 1954年12月10日 |                |                            |

### 内閣官房副長官・法制局長官
- 法制局長官 - 佐藤達夫
- 内閣官房副長官 - 江口見登留：-1954年（昭和29年）6月30日 /谷口寛：1954年（昭和29年）8月24日--
- 内閣官房副長官 - 田中不破三

### 政務次官
特記ない限り1953年（昭和28年）5月25日任命。
- 法務政務次官 - 三浦寅之助: - 1954年（昭和29年）8月4日 / 長谷山行毅 :1954年（昭和29年）8月4日 -
- 外務政務次官 - 小瀧彬: - 1954年（昭和29年）8月4日 / 秋山俊一郎:1954年（昭和29年）8月4日 -
- 大蔵政務次官 - 愛知揆一:1953年（昭和28年）5月21日 - 1954年（昭和29年）1月9日 / 植木庚子郎:1954年（昭和29年）1月9日 - 8月4日 / 山本米治:1954年（昭和29年）8月4日 -
- 文部政務次官 - 福井勇: - 1954年（昭和29年）8月4日 / 赤城宗徳:1954年（昭和29年）8月4日 - 11月24日 / 天野公義:1954年（昭和29年）11月26日 -
- 厚生政務次官 - 中山マサ: - 1954年（昭和29年）8月4日 / 浅香忠雄 :1954年（昭和29年）8月4日 -
- 農林政務次官 - 篠田弘作:1953年（昭和28年）5月21日 - 11月13日 / 平野三郎:1953年（昭和28年）12月1日 - 1954年（昭和29年）9月1日 / 羽田武嗣郎:1954年（昭和29年）9月1日 -
- 通商産業政務次官 - 古池信三: - 1954年（昭和29年）8月4日 / 加藤宗平:1954年（昭和29年）8月4日 -
- 運輸政務次官 - 西村英一: - 1954年（昭和29年）8月4日 / 岡田信次:1954年（昭和29年）8月4日 -
- 郵政政務次官 - 飯塚定輔: - 1954年（昭和29年）8月4日 / 松井豊吉:1954年（昭和29年）8月4日 -
- 労働政務次官 - 安井謙: - 1954年（昭和29年）8月4日 / 佐々木盛雄:1954年（昭和29年）8月4日 -
- 建設政務次官 - 南好雄: - 1954年（昭和29年）8月4日 / 荒舩清十郎:1954年（昭和29年）8月4日 -
- 保安政務次官 – 前田正男: - 1954年（昭和29年）7月1日
- 防衛政務次官 - 前田正男:1954年（昭和29年）7月1日 - 8月4日 / 江藤夏雄:1954年（昭和29年）8月4日 -
- 経済審議政務次官 - 深水六郎: - 1954年（昭和29年）8月4日 / 森田豊寿:1954年（昭和29年）8月4日 -
- 行政管理政務次官 – 菊池義郎: - 1954年（昭和29年）8月4日 / 仲川房次郎:1954年（昭和29年）8月4日 -
- 自治政務次官 - 青木正: - 1954年（昭和29年）8月4日 / 石村幸作:1954年（昭和29年）8月4日 -
- 北海道開発政務次官 - 玉置信一: - 1954年（昭和29年）8月4日 / 山本正一:1954年（昭和29年）8月4日 - 11月24日 / 川村善八郎:1954年（昭和29年）11月26日 -
- 首都建設政務次官 - 木村守江（期間不明）[1]

## 概要
1953年（昭和28年）2月28日に、吉田茂首相が衆議院予算委員会において放った失言（いわゆる「バカヤロー発言」をきっかけに、同年3月14日には衆議院に内閣不信任案が上程され、吉田首相は直ちに衆議院を解散した（バカヤロー解散）。同年4月19日に実施された第26回衆議院議員総選挙では、自由党は第一党の座を確保したものの、過半数を34議席下回る199議席に終わった。
しかし、吉田自由党は、鳩山自由党、改進党、右派社会党、左派社会党の野党4党派の足並みの乱れを巧みに衝いて、大麻唯男ら改進党保守連携派を取り込み、内閣総理大臣指名投票で決選投票に持ち込み、吉田首班を実現させた。吉田は、改進党総裁重光葵と党首会談を持ち、改進党を閣外協力に傾斜させることに成功した。そして、同年5月20日に組閣され、翌5月21日の認証式を経て成立したのが第5次吉田内閣である。同内閣は、少数与党政権ではあったものの、事実上の閣外協力の姿勢をとる改進党、同じ保守である鳩山自由党の協力を得て、スト規制法案、恩給法案、昭和28年度予算を成立させた。
翌1954年（昭和29年）には、保全経済会事件を契機として、造船疑獄が浮上した。検察庁は一連の捜査の過程で政府に対し、収賄罪の嫌疑を示して、与党自由党幹事長佐藤栄作の逮捕許諾請求手続きを執るよう求めた。この動きに対して吉田首相は、法務大臣犬養健に、検察庁法14条に基づく指揮権発動を行うよう指示した。これを受けて犬養は、同年4月21日、佐藤藤佐検事総長に対し、佐藤の逮捕を中止して、任意捜査及び在宅起訴に切り替えるよう指揮した。法務大臣による検事総長への指揮権発動は、これが戦後初めてのことであり、表だって刑事事件の捜査に政治的圧力が加えられる事態となった。この指揮権発動に対する世論、野党の反発は激化し、翌日には犬養法相は法務大臣の職を辞めざるを得なくなった。以降、法務大臣による指揮権発動は行われていない。
同年9月26日、造船疑獄による政局不安定が続く最中、吉田はカナダ、フランス、西ドイツ、イタリア、バチカン、イギリス、アメリカの7カ国訪問に出かけた。この間に、三木武吉の運動によって反吉田派が結集し、鳩山一郎を総裁とする日本民主党が結成された。野党は吉田内閣不信任案を提出する動きに出て、吉田は終始、強気の姿勢であったが、緒方竹虎、松野鶴平、そして幹事長の池田勇人の説得を受け入れる形で内閣総辞職した。